# Cidade do Maio
Cidade do Maio (bis 1975 Porto Inglês „Englischer Hafen“, bis 2015 Vila do Maio) ist die Hauptstadt der Insel Maio, einer der neun bewohnten Inseln der Republik Kap Verde.

## Geografie
Die Stadt Cidade do Maio liegt an der Südwestküste von Maio. Sie ist die größte und bedeutendste Stadt der Insel, unter anderem wegen ihres Hafens, über den der überwiegende Teil des Warenhandels abgewickelt wird. In der Nähe der Stadt befindet sich auch der Flughafen Maios, der jedoch nur für den Inlandsverkehr genutzt wird. Im Vergleich zu anderen kapverdischen Städten spielt sich das Leben in Cidade do Maio auf einer recht beschaulichen und gemütlichen Ebene ab.
Die nähere Umgebung der Stadt wird vorrangig geprägt von Wüsten- und Halbwüstenlandschaften, lediglich im Norden gibt es kleinere Waldstücke. Von Cidade do Maio aus führen zwei Straßen zu den weiteren Siedlungen der Insel. Die erste führt entlang der Westküste nach Norden zur Feriensiedlung Morro und weiter nach Calheta, während die andere Route auf die Ostseite der Insel führt, wo sie wiederum nach Norden weiterverläuft bis nach Pedro Paz. Die Küstenstriche um die Hauptstadt herum weisen feine Sandstrände auf, die zum Baden und Schwimmen gut geeignet sind. Der Tourismus ist allerdings noch nicht sehr ausgeprägt.

### Einwohnerentwicklung
| Jahr                    | Einwohner |
| ----------------------- | --------- |
| Juni 1990, Zensus       | 1573      |
| Juni 2000, Zensus       | 2673      |
| Januar 2005, Berechnung | 3009      |

## Geschichte
Die Insel wurde 1460 entdeckt, war zunächst aber für die Kolonialmacht Portugal nur von geringem Interesse. Allerdings wurden hier Sklaven angesiedelt, die als Hirten den Auftrag hatten, Fleisch und Häute zur Versorgung der Stadt Cidade Velha und der dort verkehrenden Sklavenschiffe zu erzeugen. Während des 15. Jahrhunderts begann jedoch auf Maio auch der Anbau von Baumwolle, wodurch erste freiwillige Siedler auf die Insel kamen und sich dort niederließen.
Zur Sicherung der kleinen Ansiedlung gegen Piraten bauten die Portugiesen am Südwestende ein kleines Fort, welches mit Kanonen bestückt war, das heute noch vorhanden, aber von Besuchern nur von außen besichtigt werden kann.
Anfangs wurde die heutige Hauptstadt unter dem Namen Porto Inglês bekannt. Der Name geht auf die Kolonialzeit zurück, da vom 17. bis zum 19. Jahrhundert jährlich bis zu achtzig englische Schiffe die Insel Maio anliefen, um Salz zu laden. England hatte zu jener Zeit großen Einfluss auf den weltweiten Salzhandel. Die Ware stammte aus den Salinen, die sich nordwestlich der Stadt befinden. Sie produzieren auch heute noch Salz in geringen Mengen, das nach Guinea-Bissau ausgeführt wird.
Die Kirche im heutigen Stadtzentrum wurde 1872 gebaut. Die Finanzierung lief über eine eigens hierfür eingeführte Salzsteuer. Unweit des Kirchplatzes befindet sich die Praça Évora, an der unter anderem auch das Haus des früheren Bauherrn António Évora steht. Es soll zu früheren Zeiten das prächtigste Haus der ganzen Insel gewesen sein. Évora besaß bis zum 20. Jahrhundert faktisch das Salzmonopol Maios.
Die Namensänderung von Porto Inglês auf Vila do Maio geschah 1975, nachdem Kap Verde in der Folge der Nelkenrevolution unabhängig wurde. Auch die Uferstraße der Stadt wurde seinerzeit umbenannt und heißt nunmehr Avenida Amílcar Cabral nach dem Politiker und Nationalhelden Amílcar Cabral, der sich stark für die Unabhängigkeit des Landes eingesetzt hatte und bei einer versuchten Festnahme während der Revolution erschossen wurde. Vor Kurzem wurde Vila do Maio zur "Cidade" (Stadt) erhoben. Der amtlich gültige Name lautet nun "Cidade do Maio".

## Tourismus
Derzeit gibt es einige wenige Hotels und ein paar Apartmentanlagen. Es ist aber bereits ein größerer Hotelkomplex im Norden von Cidade do Maio im Bau. Ferien-Clubs gibt es noch keine und man sieht nur vereinzelt Touristen. TACV fliegt die Insel dreimal pro Woche von Praia aus an. Es gibt auch eine Fähre, die von Praia kommt. Die Fahrzeit beträgt fast 4 Stunden. Die Überfahrt ist abenteuerlich.
Cidade do Maio bietet einen Strand wie aus dem Bilderbuch. Zwei Strand-Cafés sorgen für das leibliche Wohl.

## Sport
Der Fußballklub Académico 83 ist in der Stadt beheimatet.